# Maurice Macmillan
Maurice Victor Macmillan, Viscount Macmillan of Ovenden, PC (* 27. Januar 1921; † 10. März 1984) war ein britischer Politiker der Conservative Party.

## Leben
Macmillan war der Sohn des späteren Premierministers Harold Macmillan und dessen Ehefrau Dorothy Evelyn Cavendish, einer Tochter von Victor Cavendish, 9. Duke of Devonshire, einem späteren Generalgouverneur Kanadas, und dessen Ehefrau Evelyn Cavendish, Duchess of Devonshire, der jahrzehntelangen Mistress of the Robes von Queen Mary. 
Nach dem Besuch des Eton College studierte er am Balliol College der University of Oxford und leistete während des Zweiten Weltkrieges seinen Militärdienst bei den Sussex Yeomanry, einem Yeomanryregiment der British Army, und wurde dort 1946 im Rang eines Hauptmanns entlassen.
Nach dem Krieg war er bei Macmillan Publishers Ltd. tätig, dem im Familienbesitz befindlichen Verlag, und wurde schließlich dessen Vorstandsvorsitzender. Außerdem war er bei mehreren Nachrichtenagenturen wie der Globe Publishing Company, der Monotype Corporation, der Near and Far East News Agency sowie der Arab News Agency beschäftigt.
Macmillan, der bei den Unterhauswahlen 1945 erfolglos im Wahlkreis Seaham für ein Mandat im House of Commons kandidiert hatte, begann seine politische Laufbahn in der Kommunalpolitik von 1949 bis 1953 als Mitglied im Rat des Metropolitan Borough of Kensington. Nachdem er dann 1951 im Wahlkreis Lincoln sowie 1954 einer Nachwahl im Wahlkreis Wakefield erneut erfolglos für einen Sitz im Unterhaus kandidierte, wurde er als Kandidat der Conservative Party bei den Unterhauswahlen vom 26. Mai 1955 erstmals als Abgeordneter in das House of Commons gewählt und vertrat in diesem zunächst bis zu seinem Mandatsverlust bei den Unterhauswahlen vom 15. Oktober 1964 den Wahlkreis Halifax. Während der Amtszeit von Premierminister Alec Douglas-Home war er zwischen 1963 und 1964 Wirtschaftssekretär des Schatzamtes (Economic Secretary to the Treasury) und nahm damit den fünftwichtigsten Rang im Schatzamt ein.
Bei den Unterhauswahlen vom 31. März 1966 wurde er wiederum als Mitglied in das Unterhaus gewählt und gehörte diesem bis zu seinem Tode an und zwar zuerst für den Wahlkreis Farnham und dann nach dessen Auflösung seit den Unterhauswahlen vom 9. Juni 1983 für den neugeschaffenen Wahlkreis Surrey South West.
Nach dem Wahlsieg der Konservativen bei den Unterhauswahlen vom 18. Juni 1970 wurde er zunächst Chefsekretär des Schatzamtes (Chief Secretary to the Treasury) und dann anschließend von April 1972 bis Dezember 1973 Minister für Beschäftigung im Kabinett von Premierminister Edward Heath. Nach einer weiteren Regierungsumbildung war er schließlich von Dezember 1973 bis zum Ende von Heaths Amtszeit im März 1974 Generalzahlmeister (Paymaster General).
Seit seinem Vater am 28. Februar 1984 mit dem Titel Earl of Stockton der bisher letzte erbliche Adelstitel im Range eines Peers, der nicht zur königlichen Familie gehört, verliehen wurde, führte er zugleich als ältester Sohn und Heir Apparent den Höflichkeitstitel Viscount Macmillan of Ovenden. Da er jedoch knapp zwei Wochen später nach einer Herzoperation verstarb, fiel der Titel des Earl of Stockton beim Tode seines Vaters Harold Macmillan an seinen ältesten Sohn Alexander.